# الصور النمطية عن اليهود
الصور النمطية لليهود هي صور معممة عن اليهود، غالبًا ما يتم تصويرها بالرسوم الكاريكاتورية وذات طبيعة متحيزة ومعادية للسامية 
الأشياء والعبارات والتقاليد الشائعة المستخدمة للتأكيد أو السخرية من اليهودية تشمل الخبز، العزف على الكمان، كلزمر، تمر الختان، kvetching، المساومات والنطق مختلف العبارات اليديشية مثل توف مازل، شالوم، وأوي فاي. القوالب النمطية اليهودية الأخرى هي الحاخام، الأم اليهودية التي تشكو والذنب اليهودي، والتي غالباً ما تكون جنباً إلى جنب مع صبي يهودي لطيف، والأميرة اليهودية الأمريكية المدللة والمادية.

## أنواع الصور النمطية

### خصائص فيزيائية

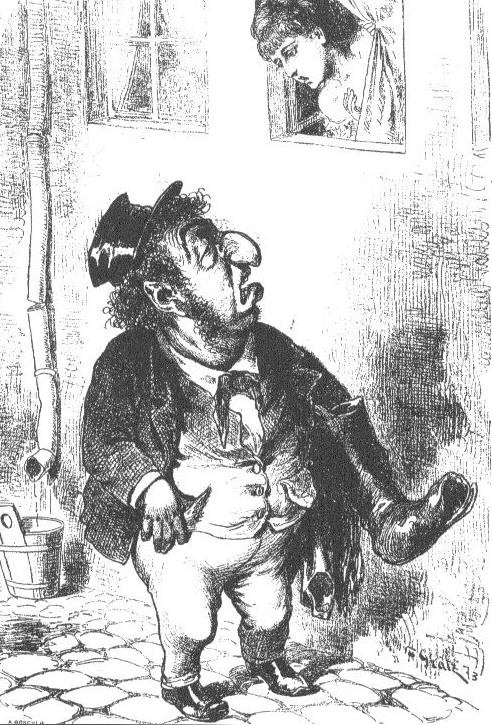
رسم كاريكاتوري عام 1873 يتميز بصفات جسدية نمطية لليهود.

في الرسوم الكاريكاتورية والرسوم المتحركة، عادة ما يُصوَّر اليهود الأشكنازيون على أنهم يمتلكون أنوف كبيرة، وعينان خرزتان داكنتان  مع جفون متدلية. كانت ملامح الوجه اليهودي المبالغ فيها أو الغريبة موضوعًا أساسيًا في الدعاية النازية، وبدرجة أقل في الدعاية السوفييتية. تم تشبيه شخصية حرب النجوم واتو بالرسوم الكاريكاتيرية اللا سامية التقليدية.

#### الأنف
تبقى فكرة «الأنف اليهودي» الكبير  واحدة من أكثر السمات شيوعًا وتعريفًا لوصف شخص بأنه يهودي. يمكن تتبع هذا الصورة النمطية المنتشرة إلى القرن الثالث عشر، وفقًا لمؤرخة الفن سارة ليبتون. في حين أن تصوير الأنف المعلق قد نشأ في القرن الثالث عشر، إلا أنه اقتلع في الصور الأوروبية بعد عدة قرون. أول سجل كاريكاتير معادٍ لليهود هو رسم خربشي مفصل تم تصويره في عام 1233. ويظهر في الصورة ثلاثة يهود مهووسين داخل قلعة بالإضافة إلى يهودي في وسط القلعة بأنف كبير.

#### الشعر
في فترة ما قبل القرن العشرين عُد الشعر الأحمر في الثقافة الأوروبية بشكل عام السمة اليهودية السلبية المميزة. ربما نشأت هذه الصورة النمطية لأن الشعر الأحمر سمة متنحية تميل إلى الظهور بشكل أكبر في السكان الذين يعيشون ويتزوجون ضمن بيئة مغلقة، مثلما هو الحال في المجتمعات اليهودية إذ مُنع اليهود من الزواج من الغرباء. ارتبط الشعر الأحمر ارتباطًا وثيقًا بشكل خاص مع يهوذا الإسخريوطي، الذي ظهر بشعر أحمر بشكل عام من أجل معرفة أنه يهودي. خلال محاكم التفتيش الإسبانية، حُدد جميع من لديهم شعر أحمر على أنهم يهود. في إيطاليا، ارتبط الشعر الأحمر باليهود الإيطاليين. حدد بعض الكتّاب من شكسبير إلى ديكنز الشخصيات اليهودية من خلال منحهم شعرًا أحمر. في التقاليد القروسطية الأوروبية، كان «اليهود الحمر» مجموعة شبه خيالية من اليهود ذوي الشعر الأحمر، على الرغم من امتلاك هذه القصة أصولًا غامضة.
يميل تصوير اليهود إلى وصفهم على أنهم قذرون ومشعرين، يرجع هذا الأمر جزئيًا بسبب أصولهم العرقية المنحدرة من الشرق الأوسط، يرتبط أحيانًا الوصف بشعر مجعد يعرف باسم «جويفرو».

### السلوك

#### التواصل
الصورة النمطية الشائعة هي جواب اليهود على السؤال بسؤال. يُستخدم الأمر في الفكاهة اليهودية وفي الأدب العادي عندما يكون مطلوبًا رسم شخصية على أنها «يهودي نموذجي».

#### الجشع
غالبًا ما يُصوَّر اليهود بشكل نمطي على أنهم جشعون وبؤساء. نشأ هذا في العصور الوسطى عندما منعت الكنيسة المسيحيين من إقراض المال عند فرض الفائدة (وهي ممارسة تسمى الربا، على الرغم من أن الكلمة أخذت فيما بعد معنى فرض الفائدة المفرطة). منع القانون اليهود من ممارسة المهن الممنوعة عادة على المسيحيين. وبالتالي، اتجه الكثيرون إلى إقراض الأموال. أدى هذا -خلال العصور الوسطى وعصر النهضة- إلى ربط اليهود بالممارسات الجشعة.
عززت بعض المنشورات ككتاب بروتوكولات حكماء صهيون مثلًا بالإضافة إلى بعض المنشورات الأدبية كمسرحية تاجر البندقية لوليام شكسبير ورواية أوليفر تويست لتشارلز ديكنز الصورة النمطية لليهود المحتالين. أعرب ديكنز في وقت لاحق عن أسفه بسبب تصويره لفاجين في الرواية، وشحنه الإشارات على يهوديته. علاوة على ذلك، فإن شخصية السيد رياح في روايته اللاحقة صديقنا المشترك هي دائن يهودي لطيف، ربما جرى إنشاؤها كاعتذار لشخصية فاجين.[بحاجة لمصدر] تشير بعض المنشورات كمجموعة قصص ألف ليلة وليلة، ورواية الفرسان الثلاثة، وحتى رواية هانز برينكر مثلًا على مدى انتشار هذا التصور السلبي. يقترح البعض -كبول فولكر مثلًا- أن الصورة النمطية قد انخفض انتشارها في الولايات المتحدة. أظهر استطلاع عبر الهاتف أجرته رابطة مكافحة التشهير في عام 2009 وتضمن 1747 أمريكي بالغ أن 18% يعتقدون أن «اليهود لديهم الكثير من القوة في عالم الأعمال»، و 13% أن «اليهود أكثر استعدادًا من غيرهم لاستخدام الممارسات المشبوهة من أجل الحصول على ما يريدون»، و 12% أن «اليهود ليسوا صادقين مثل رجال الأعمال الآخرين».
التوفير والاقتصاد والجشع اليهودي هي من بين المواضيع النموذجية في النكات عن اليهود، حتى يتمازح عليها اليهود هم أنفسهم.

### الشخصيات النمطية

#### اليهودية الجميلة

لوحة يهودية طنجة بريشة شارل لانديل كمثال على اليهودية الجميلة.

كانت اليهودية الجميلة صورة نمطية أدبية في القرن التاسع عشر. ارتبطت الشخصية غالبًا بامتلاك الشهوة الجنسية والإغراء والخطية والتسبب فيها. يمكن تصوير سمات شخصيتها إما بشكل إيجابي أو سلبي. تضمن المظهر المعتاد لليهودية الجميلة شعرًا طويلًا وسميكًا داكنًا مع عينين داكنتين كبيرتين ولون بشرة الزيتون وتعابير ضعيفة. تُعد شخصية ريبيكا في رواية ايفانهو من تأليف السير والتر سكوت مثالًا على هذه الصورة النمطية. مثال آخر هي شخصية ميريام في قصة ناثانيال هاوثورن الرومانسية الفون الرخامي.

#### الأم اليهودية
الصورة النمطية للأم اليهودية هي صورة نمطية شائعة وشخصية مبتذلة يستخدمها الكوميديون اليهود وغيرهم بالإضافة إلى كتاب التلفزيون والأفلام والممثلين والمؤلفين في الولايات المتحدة وأماكن أخرى. تتضمن الصورة النمطية عمومًا أمًا مزعجة وصاخبة ومتحدثة للغاية ومفرطة في الحماية وخانقة ومتغطرسة، وتصر أيضًا على التدخل في حياة أطفالها حتى بعد فترة طويلة من بلوغهم سن الرشد وهي ممتازة في جعل أطفالها يشعرون بالذنب بسبب أفعال ربما تسببت في معاناتها.
يمكن أن تتضمن الصورة النمطية للأم اليهودية أيضًا أمًا محبة وفخورة بشكل مفرط وتدافع عن أطفالها أمام الآخرين بشكل كبير. مثل القوالب النمطية للأم الإيطالية، التي غالبًا ما تُظهر شخصيات الأم اليهودية الطهي للعائلة، وحث الأحباء على تناول المزيد من الطعام، والتحدث بسعادة شديدة عن طعامهم. يتميز إطعام من تحب أنه امتداد لرغبة الأم في من هو حولها. تصف ليزا آرونسون فونتيس الصورة النمطية بأنها واحدة من «رعاية لا نهاية لها وتضحية ذاتية لا حدود لها» من قبل أم تظهر حبها من خلال «الإفراط في الرضاعة والتدخل المستمر في كل جانب من جوانب رعاية أطفالها وزوجها».
يُعد بحث الأنثروبولوجيا الذي أجرته العالمة مارجريت ميد في الشتيتل الأوروبية -بتمويل من اللجنة اليهودية الأمريكية أصلًا محتملًا لهذا القالب النمطي. على الرغم من كشف المقابلات التي أجرتها في جامعة كولومبيا مع 128 يهوديًا من أصل أوروبي عن مجموعة واسعة من النماذج والتجارب الأسرية، لكن المنشورات الناتجة عن هذه الدراسة والاستشهادات العديدة في وسائل الإعلام الشعبية أدت إلى الصورة النمطية للأم اليهودية: امرأة محبة بشدة ولكنها مسيطرة على حد الخنق وتحاول توليد شعور كبير بالذنب لدى أطفالها من خلال التذكير بالمعاناة التي لا نهاية لها التي تدعي أنها عانتها من أجلهم. الصورة النمطية للأم اليهودية -إذن- لها أصول في المجتمع اليهودي الأمريكي، مع أسلاف نشأت في الغيتوات اليهودية في أوروبا الشرقية. وفي إسرائيل، وبسبب تنوع خلفيات الشتات حيث تكون معظم الأمهات يهود، تُعرف الأم النمطية نفسها بأنها الأم البولندية (إما بوليانا).
يصف الممثل الكوميدي جاكي ميسن القوالب النمطية للأمهات اليهود بأنهم أهل أصبحوا خبراء في فن وخز الإبرة لأطفالهم لدرجة أنهم حصلوا على درجات فخرية في «الوخز بالإبر اليهودي». لاحظ رابوبورت امتلاك النكات حول القوالب النمطية أساسًا أقل في معاداة السامية بالمقارنة مع القوالب النمطية بين الجنسين. يوافق ويليام هيلمريتش على ذلك، ملاحظًا إمكانية نسب سمات الأم اليهودية -الحماية الزائدة، والضغط، والعدوان، وتعزيز الشعور بالذنب- إلى أمهات العرقيات الأخرى أيضًا، من الإيطاليين إلى السود ووصولًا إلى البورتوريكويون.